# Nidzana
Nidzana, conocida en griego como Νιζάνα a lo largo del dominio romano de 800 años, llamada hoy Tel Nitsana por los israelíes (en hebreo : ניצנה) y a veces «Nitzana» o «Nizzana» por los medios de comunicación, es una antigua ciudad grecorromana, de origen nabateo, ubicada en el suroeste del desierto del Néguev, cerca de la actual frontera entre Israel y Egipto.
En 2021 se encontró accidentalmente una lápida funeraria dedicada a una mujer de nombre María, y que reza: "Bendita María, quien vivió inmaculadamente, y falleció el 9 de febrero."  La lápida data de finales del siglo VI o principios del VII.

## Historia
Los nabateos fundaron el sitio en el siglo III antes de Cristo. Facilitaba el comercio al cruce de los itinerarios Eilat - Gaza y Jerusalén - Egipto, en particular el de las especias y el incienso. Solo el muro norte, entre el recinto fortalecido y las iglesias, remonta a esta época inicial: es del siglo II a. C.
Tras la invasión de la capital nabatea por Marco Emilio Escauro en 62 a. de J.C., el reino nabateo quedó como cliente de Roma.  Los períodos romano y bizantino han sido de particular prosperidad para Nidzana.  El edificio conocido como la fortaleza es un recinto fortificado de 85 m x 35 m provisto de cinco torres cuadradas que data del siglo IV d. C.  Toda la superficie delimitada está organizada para recuperar el agua de lluvia y almacenarla en aljibes (que se encuentra en la parte sur). Esta fortaleza estaba concebida para el alojamiento de un destacamento militar y dar la posibilidad de poner la población local al abrigo durante un amenazas de corta duración. Tres iglesias o capillas (consagrada una a María Madre de Dios y el resto a los santos Sergio y Baco) datan del siglo V.
La invasión musulmana del siglo VII no dejó indicios de gran destrucción de las edificaciones, pero resultó en el gradual abandono de las tierras hasta un abandono total del lugar durante el s. VIII.
En cambio el periodo bajo control turco (otomano) fue nefasto desde un punto de vista arqueológico ya que el sitio sirvió de cantera de piedras para las construcciones de la época, incluyendo una estación y sobre todo un hospital cuyas ruinas se imponen actualmente a la cumbre del antiguo poblado.
Bajo el dominio británico, durante la campaña de investigación arqueológica de 1935-1937, 195 manuscritos griegos y árabes estuvieron descubiertos, algunos de gran importancia. Iluminan especialmente la vida de la sociedad  local entre 505 y 689, es decir el final del periodo bizantino y el comienzo del periodo musulmán. Esto explica el hecho que a pesar de los pocos restos arqueológicos, a comparar por ejemplo con Shivta, el sitio nabateo es particularmente bien conocido. La onomástica local revela que los nabateos se cristianizaron masivamente. Los manuscritos revelan también numerosos nombres de poblados durante los ocho siglos de permanencia romana en Palestina, nombres que estarían perdidos sin estos manuscritos.
El sitio ha sido conquistado por el ejército egipcio en mayo de 1948  y después ocupado por el ejército israelí en diciembre de 1949. Un monumento militar (bautizado Memorial a la Guerra Tel Nitzana por los hebreos) se encuentra a proximidad inmediata del sitio arqueológico para commémorer esta etapa de la historia. La desmilitarización de esta zona a la postre de la paz israélo-egipcia como consecuencia de los acuerdos de armisticio israélo-árabes de 1949, fue revocada a consecuencia de las actividades fedayines posteriores.
Investigaciones arqueológicas desde 1986 permitieron además estudiar de los edificios residenciales, la escalera monumental de acceso a la ciudad, y la capilla oriental.

### Jurisdicción política
Nidzana perteneció al Reino de los Nabateos desde su fundación en el s. III a. C., tanto durante el períodos de independencia nabatea como durante el clientelato romano que comenzó en 62 a. de J.C.; pasó luego ser parte de la provincia romana de Arabia Pétrea a partir de 106 d. C.; y tras las reformas de Diocleciano, alrededor de 300, fue transferida a la provincia de Siria Palestina.  En 357 o 358 fue transferida a Palaestina Salutaris, que en 409 fue renombrada como Palestina Tercera, pero a la cual se le siguió llamando Salutaris.  Con la conquista musulmana de 634, pasó al control de sucesivos califatos árabe, y con la invasión turca de 1516 quedó bajo control otomano hasta 1917, bajo control británico hasta 1948, e israelí desde 1949.

## Papiros de Nessana
Durante el Mandato británico de Palestina, el gobierno inglés propició las investigaciones arqueológicas en el país.  El anglo-estadounidense Harris Dunscombe Colt, quien ya había hecho exploraciones en Palestina, decidió en 1935 investigar el poco propicio sitio de Nidzana.  En 1937 en una de las iglesias del poblado halló unos 200 papiros, los primeros encontrados en la Palestina de los Romanos.  Se trata de los archivos del lugar, y están en griego, en arameo, y en árabe.  Los papiros están alojados en la Biblioteca Pierpont Morgan, en Nueva York, donde Colt los depositó.

## Artículos relacionados
- Ruta del incienso
- Avdat
- Haluza
- Mamshit
- Shivta
- Madâin Sâlih

- Datos: Q2909861
- Multimedia: Tel Nitzana / Q2909861